# Almeida Revista e Atualizada
Almeida Revista e Atualizada é uma tradução evangélica da Bíblia Sagrada publicada pela Sociedade Bíblica do Brasil (SBB), sendo a 1ª edição de 1959 e 2ª edição de 1993. É uma das traduções da Bíblia mais populares e mais utilizadas atualmente no Brasil, devido à sua ampla aceitação no meio Protestante, Católico e meio acadêmico. 

## História
A Almeida Revista e Atualizada (ARA) foi publicada em 1959 pela Sociedade Bíblica do Brasil, como resultado de treze anos de trabalho, contando com cerca de trinta revisores.
A Revista e Atualizada foi baseada na tradução da Bíblia de João Ferreira de Almeida, a Almeida Revista e Corrigida, edição de 1898, e também na Tradução Brasileira da Bíblia, publicada em 1917. 
O texto base da tradução do Novo Testamento é o Texto Crítico de Nestle-Aland, estando em alinhamento com as novas evidências arqueológicas, em vez de seguir o tradicional Textus Receptus (Texto Recebido), o único à disposição na época de João Ferreira de Almeida, diferindo também da Almeida Revista e Corrigida que segue o Textus Receptus.
Apesar de ser apresentada como uma revisão da tradução de Almeida, apresenta-se como uma nova e muito diferente tradução. Segundo Vilson Scholz, a ARA alterou em 30% o vocabulário da ARC. Quanto à linguagem, procurou-se um equilíbrio entre a linguagem erudita e a popular. Ela mantém o sabor clássico da antiga Bíblia de Almeida, mas substituiu as expressões que se tornaram arcaísmos com o tempo.

### Receptividade
A ARA é atualmente uma das traduções mais usadas pelos protestantes brasileiros e bem aceita entre os católicos.
Embora seja mais usada pelos protestantes brasileiros,  tem ampla aceitação entre os católicos, e no tocante ao Novo Testamento, recebeu recomendação oficial da Conferência Nacional dos Bispos do Brasil (CNBB), organismo ligado à Igreja Católica. Entretanto, tal recomendação, sem o reconhecimento da Santa Sé, representa apenas mera declaração pastoral, não vinculativa para os fiéis católicos, nem mesmo para os bispos individualmente considerados.

## Diferenças entre a Revista e Atualizada e a Revista e Corrigida
Esta versão também difere da versão anterior, a Almeida Revista e Corrigida lançada em 1898 e pela fonte utilizada na tradução, especificamente no Novo Testamento, como foi mencionado acima. Após as descobertas de Rudolf Karl Bultmann, e as questões dos Codex, mais minuciosamente nos 3 evangelhos sinópticos, onde foram encontrados diversas evidências muito questionáveis sobre constar ou não nos melhores manuscritos (por exemplo 1 João 5.7,8). Em resumo, grande parte dos textos onde estão indicados como (não consta nos melhores manuscritos), foram colocados entre colchetes na versão Almeida Revista e Atualizada. Em outras versões na língua portuguesa foram retirados os mesmos trechos, como a Nova Versão Internacional (NVI), Nova Tradução na Linguagem de Hoje (NTLH), Tradução do Novo Mundo (TNM), Bíblia Judaica, Bíblia A Mensagem, Almeida Século 21, Almeida Edição Contemporânea, entre outras. Sendo que para tanto a fonte principal em grego utilizada para  tradução, tanto em português como em outras línguas, foi a Textus Receptus. Esta versão foi a primeira utilizada pelos grandes reformadores e tem os seus méritos, mas após os estudos da Crítica da Forma de Bultmann, grande parte dos tradutores e especialistas,  acabou adotando como base a versão sem os acréscimos da Nestlè-Aland.
Com relação ao Antigo Testamento, foi  vertida a palavra hebraica [ra·qí·aʽ] expansão comumente utilizada na versão clássica Almeida Revista e Corrigida para a palavra latina [firmamentum] firmamento em Gênesis 1:6,7,8,14,15,17,e 20. Também, o nome hebraico de Deus 'JEOVÁ' amplamente utilizado na versão Almeida Revista e Corrigida foi totalmente eliminado do Antigo Testamento em substituíção pela palavra SENHOR, e só houve um melhoramento do Português clássico de 1890 para o de 1960, mas a base veterotestamentária é a mesma. Não havendo discordâncias das fontes, que inclusive foram confirmadas nos descobrimentos em Qumran.

### Comparação entre a Revista e Atualizada e Revista e Corrigida
Salmos 37.5
- "Entrega o teu caminho ao SENHOR; confia nele, e ele tudo fará." - (Almeida Revista e Corrigida)
- "Entrega o teu caminho ao SENHOR, confia nele, e o mais ele fará." - (Almeida Revista e Atualizada)

Salmo 37.13
- "O Senhor se rirá dele, pois vê que vem chegando o seu dia." - (Almeida Revista e Corrigida)
- "Rir-se-á dele o SENHOR, pois vê estar-se aproximando o seu dia." - (Almeida Revista e Atualizada)

Salmo 66.10
- "Pois tu, ó Deus, nos provaste; tu nos afinaste como se afina a prata." – (Almeida Revista e Corrigida)

- "Pois tu, ó Deus, nos provaste; acrisolaste-nos como se acrisola a prata." – (Almeida Revista e Atualizada)

ISAÍAS 29.9
- "Tardai , e maravilhai-vos, folgai, e clamai; bêbados estão, mas não de vinho, andam titubeando, mas não de bebida forte." – (Almeida Revista e Corrigida)
- "Estatelai-vos e ficai estatelados, cegai-vos e permanecei cegos; bêbados estão, mas não de vinho; andam cambaleando, mas não de bebida forte." – (Almeida Revista e Atualizada)

ATOS 9.5,6
- "E ele disse: Quem és, Senhor? E disse o Senhor: Eu sou Jesus, a quem tu persegues. Duro é para ti recalcitrar contra os aguilhões. E ele, tremendo e atônito, disse: Senhor, que queres que faça? E disse-lhe o Senhor: Levanta-te e entra na cidade, e lá te será dito o que te convém fazer." - (Almeida Revista e Corrigida)
- "Ele perguntou: Quem és tu, Senhor? E a resposta foi: Eu sou Jesus, a quem tu persegues,mas levanta-te e entra na cidade, onde te dirão o que te convém fazer." - (Almeida Revista e Atualizada)